# تاكاهيرو سوزوكي
تاكاهيرو سوزوكي (باليابانية: 鈴木尚広؛ بالكانا: すずき たかひろ) هو لاعب كرة قاعدة ياباني، ولد في 27 أبريل 1978 في سوما في اليابان.

## وصلات خارجية
- تاكاهيرو سوزوكي على موقع الدوري الياباني لكرة القاعدة (الإنجليزية)
- تاكاهيرو سوزوكي على موقعبيزبول رفرنس.كوم (الدوري الثانوي) (الإنجليزية)